# Herbert Krey

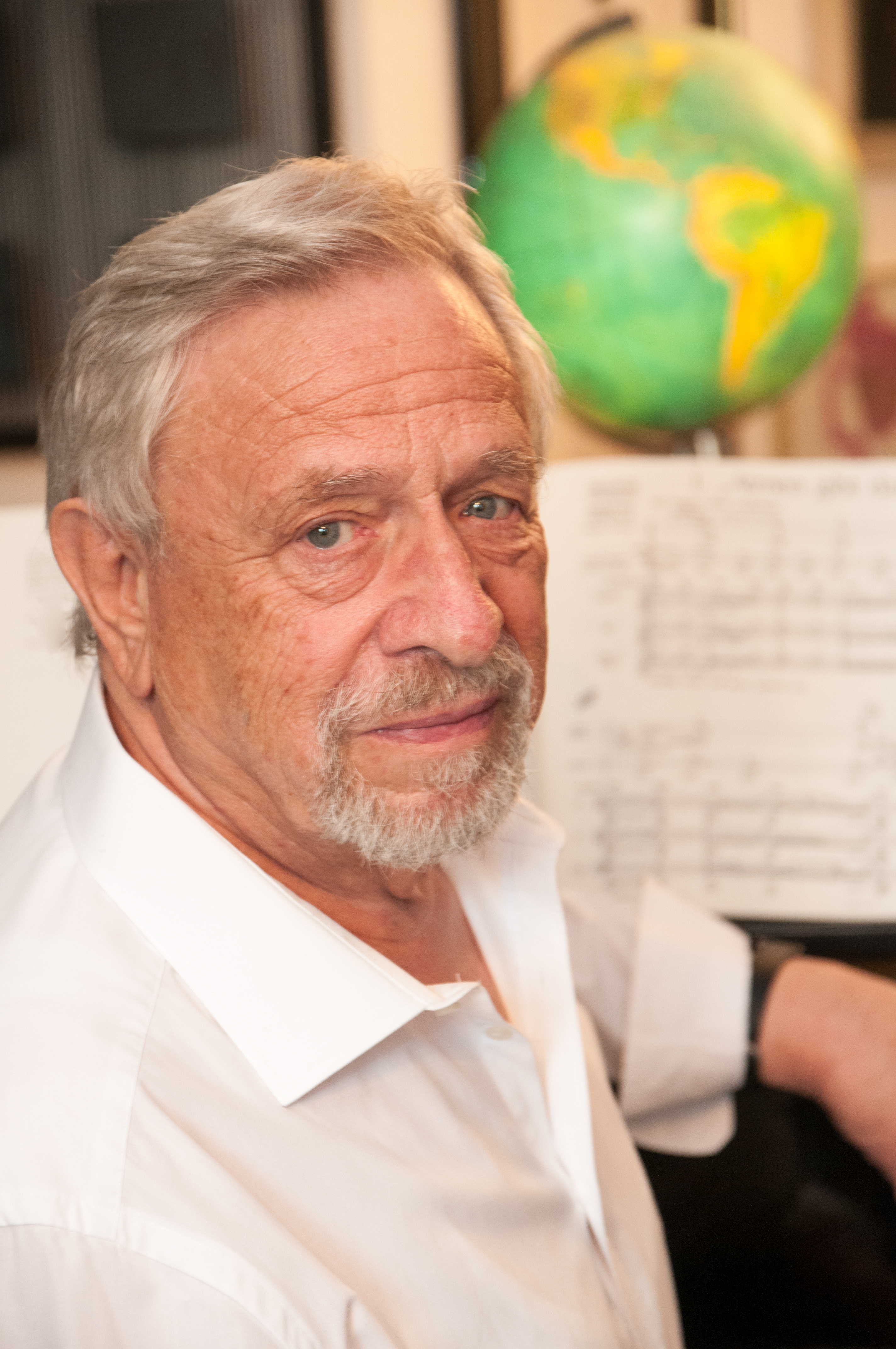
Herbert Krey 2017

Herbert Krey (* 31. Juli 1939 in Bergisch Gladbach; † 21. Oktober 2021 in Kleve) war ein deutscher Dirigent, Geiger, Bratschist und Pädagoge.

## Biografie
Krey entstammt einer Familie, deren Name seit vielen hundert Jahren in und um Köln urkundlich nachgewiesen ist. Er wohnte in Bergisch Gladbach, ist seit 1964 mit Karin Krey geb. Michels verheiratet, Vater von drei Kindern und Großvater von sieben Enkeln. 1971 zog er mit seiner Familie nach Kleve.

### Ausbildung
Nach dem Abitur studierte Krey an der Hochschule für Musik und Tanz Köln das Orchesterfach Geige, danach Schulmusik und an der Universität zu Köln Musikwissenschaft, Kunstgeschichte und Geografie. Gleichzeitig hatte er einen Lehrauftrag am Dietrich-Bonhoeffer-Gymnasium in Bergisch Gladbach, an dem er nach seinem Staatsexamen (1967) für vier weitere Jahre unterrichtete.
Wichtige erste musikalische Anregungen und Erfahrungen sammelte er während seiner Schulzeit am Nicolaus-Cusanus-Gymnasium in Bergisch Gladbach.
Krey hatte Unterricht im Fach Geige und erlernte autodidaktisch das Bratschenspiel. Ersten Klavierunterricht nahm er an der Hochschule als Pflichtfach für beide Studiengänge und brachte sich autodidaktisch das Kirchenorgelspiel bei. Er sang im Schulchor und später im Rheinischen Kammerchor unter der Leitung von Hermann Schroeder.
Während seiner Studenten- und Gymnasiallehrerzeit hatte er 1962 einen ersten Auftritt als Dirigent und Organisator des Studentenorchesters „Orchester pro Musica“ (1962–1967). Er fertigte eine musikgeschichtliche Arbeit über Max Bruch für die Universität Köln an (veröffentlicht in den „Beiträgen zur rheinischen Musikgeschichte: Max Bruch und Bergisch Gladbach“). Krey ist Mitgründer einer Bläserschule des DVB und wirkte als Geiger im Westdeutschen Mozartorchester Soest (Bad Neuenahr). Des Weiteren arbeitete er als Kantor und Organist an St. Severin Bergisch Gladbach -Sand (Schallplatte mit Bruckner-Messe). Ferner richtete er mehrere Konzertreihen für klassische Musik in Schloss Lerbach ein, war Mitglied eines studentischen Streichquartetts, Dirigent eines Männerchores und eines weltlich gemischten Chores und hatte in der Zeit auch die Leitung eines Blasorchesters inne (Auff.: Rhapsody in Blue von Gershwin). Er unterrichtete Geige und Bratsche und baute ein Schulorchesters auf (WDR-Aufnahme mit Liedern der Beatles u. a.). Die Beschäftigung mit dem Tristan-Akkord im Jahre 1969 führte zu einem bis dahin unbekannten Ergebnis, das Krey im Jahre 2013 noch einmal überarbeitete und schließlich veröffentlichte.

### Beruf
1971 übernahm er die Leitung der Musikschulen des Kreises Kleve und war hier 31 Jahre lang verantwortlich für den Auf- und Ausbau der Schule, für die musikalische Bildung und für die vorberufliche musikalische Fachausbildung von Kindern, Jugendlichen und Erwachsenen. Er selbst unterrichtete zunächst in der Musikalischen Grundausbildung und später die Fächer Geige und Bratsche. Der Kreis Kleve ist Träger der Musikschulen mit den Geschäftsstellen in Kleve und Geldern.

#### Musikschulkonzertprogramme
Als Dirigent schuf Krey folgende Musikschulkonzertprogramme: Aufführungen von Igor Strawinskys „Die Geschichte vom Soldaten“ in Zusammenarbeit mit dem Theater am Niederrhein vor über 2000 Zuhörern (Kinder und Eltern aus den Grundkursen der KMS), die Reihe „Musik für junge Leute“ mit Mitteln der szenischen Darstellung in Zusammenarbeit mit der Stadt Kleve, Beethovens Klavierkonzerte, der Bolero von Ravel, Béla Bartóks „Drei Bilder“ mit MGA-Kindern und deren Müttern und dem Lehrer-Schüler-Orchester und die Uraufführung des „Norfer Te Deum“ von Ludwig Soumagne und Manfred Niehaus. Für die neu eingerichteten Kreis Klever Kultourtage hatte Krey die Konzeption und Organisation für vier Festivaljahrgänge zu verantworten. In Zusammenarbeit mit den Kollegen der Musikschulen konnten Programme erstellt werden, die in besonderer Weise die Vielfalt der klassischen europäischen Musik von den Anfängen bis zur Gegenwart erklingen lassen. Viele Jahre war Krey Vorsitzender des Regionalausschusses Jugend musiziert für den Bereich Kreis Kleve, Stadt Krefeld, Kreis Wesel linksrheinisch und Mitglied im Bundesverband der Musikschulen mit verschiedenen Veröffentlichungen zu „Jugend musiziert“. Eine kurzfristige Einladung und schnelle Zusage, mit einem zusammenzustellenden Sinfonieorchester als Begleitorchester für den Tenor Giuseppe Di Stefano bei „Wetten dass“ 1992 im APXanten mitzuwirken, ist für alle Beteiligten ein bleibendes Erlebnis.
Die Teilnahme des Blechbläserensemble der KMS am Bundeswettbewerb JM 1972 (ARD und ZDF Berichte), die Konzerte des Sinfonieorchesters der KMS, die zwei Konzertreisen nach Frankreich (Provence und Nantes) und die Konzertaufnahme mit dem Niederrheinischen Jugendsinfonieorchester und der 7. Sinfonie von Anton Bruckner (abruckner.com) zeigen die Entwicklung der musikalischen Leistung der Schüler im Kreis Kleve und am Niederrhein. Veröffentlichungen hierzu in den Klever und Gelderner Heimatkalendern über die Musikschulen des Kreises Kleve, von 1972 und 2002. Last not least ist Krey der Erfinder des Medienpreises des VdM „Leopold“.

#### Städtische Singgemeinde Kleve
Krey war Dirigent des Konzertchors der Stadt Kleve von 1973 bis 2009 mit zahlreichen Aufführungen großer Chorwerke und 12 Konzertreisen in europäische Hauptstädte und große Kulturzentren: Von Monteverdi bis Franz Liszt, Abend füllende Konzerte mit Kompositionen von Charles Ives, Paul McCartney oder Krzysztof Penderecki unterstützt von Stadt, Kreis Land, VdKC und Orchestern aus vielen Städten Europas, mit zahlreichen CD-Aufnahmen, festgehalten in drei Büchern.

#### Kammerchor Kleve
später: die Camerata senza limiti, mehrere Uraufführungen, A-cappella-Musik, Auszeichnung im Rahmen der Prager Chortage 1990, Schallplattenaufnahmen und Konzertreisen.

#### Collegium Musicum
9 Jahre Dirigent mit Werken von Bach, Bruckner, Britten etc.

#### Het NOOG
das Opern- und Operetten Ensemble in Nimwegen. Neun Produktionen von Operetten und Opern in 9 Jahren mit En-suite-Aufführungen im Raum Nijmegen, alle durch Videos belegt.

## Kompositionen
- Jedermann und Carmina Burana, auf derselben Bühne, gleichzeitig
- Technogottesdienst für alle Sinne, mit Partitur, Uraufführung am 5. Oktober 2001
- Im Fährhaus: ein Buch mit Bildern von Günter Zins und Texten von Herbert Krey
- Marienvesper in Mariä Himmelfahrt Kleve, eine Aufführung mit Choreografie
- Das Menschenknäuel, ein Verkehrsmusical
- Die Stille: Wassermusik vor Schenkenschanz
- Johanna: Ein Libretto für eine Oper

## Verbände
- bdc , FDB, BVN, VdKC, VdM, NAAN, Peter Heinrich Thielen Gesellschaft e.V.,
- BAG: 20 Jahre Vorsitzender der BAGMusik Niederrhein Nord mit zahlreichen Projekten.
- Krey war kooperierendes Mitglied in der Musikalischen Jugend Deutschland und da in der Planung für die Junge Kammerphilharmonie NRW. (2002 China Konzertreise)
- Von 2002 bis 2011 Präsident des Blasmusikverbands NRW.
- Konzertreise als Orchestergeiger mit dem Berliner Konzertchor und mit Konzerten in der Philharmonie Berlin, NYC : Carnegie Hall, Washington, Chicago etc., (1973)
- 1965 Konzertreise nach Finnland als Orchestergeiger im Jugendorchester Essen.

## Mitgliedschaften
- Mitglied im Förderverein für Jugendensembles im Landesmusikrat NRW
- Vorsitzender der Peter-Heinrich-Thielengesellschaft mit Aufführungen von Thielens Oratorien und Liedern
- Komiteemitglied der NAAN[12]: Symposium zur Gregorianik 2014
- Chordirektor BDC
- Musikdirektor FDB

## Bibliografie
- Otto Friedrichs: Städtischer Singverein, Städtische Singgemeinde, Kleve 1809-1992, (Herbert Krey, Leiter der Städtischen Singgemeinde seit 1973, S. 115), ISBN 978-3-89413-390-0
- 200 Jahre Städtische Singgemeinde Kleve (1809–2009), Otto Friedrichs
- MUSIK ER LEBEN Städtische Singgemeinde Kleve (1809–2009), Katrin Bürgel, mit Herbert Krey: Gedanken zur Musik
- MAX BRUCH-STUDIEN zum 50. Todestag des Komponisten herausgegeben von Dietrich Kämper 1970 (ARNO VOLK-VERLAG KÖLN) Herbert Krey Max Bruch und Bergisch Gladbach, page 130
- GREGORIANIK IN DER EUREGIO RHEIN - WAAL / GREGORIAANS IN DE EUREGIO REIJN-WAAL, herausgegeben von / onder redactie van Herbert Krey, Kurt Kreiten, Guillaume van Gemert, Edition Wasserburg Band 22 / eine Jahresgabe der Niederrhein-Akademie / Academie Nederrijn (NAAN) 2015